# تصادف اتوبوس‌ها در آزادراه تهران - قم
تصادف اتوبوس‌ها در آزادراه تهران - قم در ساعت ۲۲:۴۸ روز ۱۸ام شهریور ۱۳۹۲ با برخورد دو اتوبوس مسافربری اسکانیا و آتش‌سوزی پس از آن اتفاق می‌افتد و ۴۴ نفر کشته و ۴۷ نفر زخمی می‌شوند. در این حادثه یک اتوبوس که از اصفهان به سمت تهران حرکت می‌کرد، به علت ترکیدگی لاستیک جلو، به گاردریل وسط آزادراه برخورد می‌کند و به مسیر مقابل خود منحرف می‌شود. این اتوبوس سپس با یک اتوبوس دیگر که در مسیر آزادراه به مقصد یزد در حال حرکت بود تصادف می‌کند. هر دو اتوبوس بعد از برخورد با هم دچار آتش‌سوزی می‌شوند. تلفات سنگین این حادثه به علت شدت برخورد، آتش‌سوزی و نقص فنی در درها و خروج اضطراری بوده‌است.

## شرح حادثه
در ساعت ۲۲:۴۸ روز دوشنبه ۱۸ام شهریور ۱۳۹۲ یک دستگاه اتوبوس مسافربری اسکانیا (اتوبوس ۱) با ۴۴ نفر مسافر از مبدأ اصفهان به مقصد تهران در مسیر جنوب به شمال آزادراه قم- تهران (در خط دوم عبوری) در حال حرکت بوده که در کیلومتر ۲۸ بعد از شهر قم به علت «دو پوسته شدن لاستیک» چرخ جلو چپ، به سمت چپ متمایل و پس از برخورد با یک دستگاه خودروی سواری که در خط سوم عبوری آزادراه در حال حرکت بوده به سمت گاردریل‌های میانی آزادراه منحرف و پس از عبور از گاردریل و برخورد با یک پایه تیر چراغ روشنائی فلزی وارد مسیر مخالف شده و از قسمت جلو راست با قسمت جلو چپ یک دستگاه اتوبوس اسکانیا (اتوبوس ۲) که با ۴۴ نفر مسافر در مسیر شمال به جنوب آزادراه و در خط عبوری دوم حرکت می‌کرده برخورد می‌کند. شدت برخورد و ایجاد حریق باعث افزایش تلفات جانی گردید.
در این حادثه ۴۴ نفر کشته و ۴۷ نفر از سرنشینان هر دو اتوبوس مجروح شده‌اند. بعد از حادثه زخمی‌های این تصادف به بیمارستان‌های قم انتقال پیدا کردند. به علت شدت انفجار و آتش‌سوزی پزشکی قانونی استان قم در آن زمان اعلام کرد اجساد قربانیان قابل شناسایی نبوده‌است.

## گزارش کمیسیون ایمنی راه‌های کشور
در گزارش کمیسیون ایمنی راه‌های کشور گفته شده که «عدم توانایی در کنترل وسیله نقلیه از جانب راننده اتوبوس اصفهان-تهران به علت بروز نقص فنی (دو پوست شدن و ترکیدن لاستیک) که منجر به تغییر مسیر و تجاوز کامل به چپ شده و در ضمن در این تصادف ایجاد حریق در هر دو اتوبوس پس از برخورد و همچنین باز نشدن درهای اتوبوس‌ها و نیز عدم امکان خروج اضطراری آسان، باعث افزایش تلفات و مجروحین شده‌است.»

## واکنش‌ها
- محمدرضا مهماندار، فرمانده پلیس راه، گفت که شرکت عقاب‌نشان، سازنده اتوبوس‌های اسکانیا، به علت عدم رعایت نکات ایمنی باید پاسخ‌گوی این حادثه باشد.
- دادستان کل کشور سه قاضی اختصاصی برای بررسی این حادثه تعیین کرد.
- عباس آخوندی، وزیر راه ابراز تاسف کرد و به خانواده‌های کشته‌شدگان تسلیت گفت. او همچنین عنوان کرد «با توجه به اینکه عامل انسانی یکی از مهم‌ترین مواردی است که منجر به تصادفات می‌شود باید این موضوع مورد توجه قرار گیرد.»
- محمدرضا تابش نماینده اردکان در مجلس گفت «از وزرای راه، کشور، بهداشت و صنایع دربارهٔ حادثه اتوبان قم سؤال می‌کنم»
- مدیرعامل شرکت عقاب‌افشان گفته‌است از زمان وقوع این حادثه میزان مشتری‌های این اتوبوس کاهش یافته‌است. او همچنین گفته‌است اتوبوس اسکانیا منطبق با استانداردهای جهانی تولید شده‌است اما این اتوبوس بدون اینکه در مراکز مجاز این شرکت خدمات دریافت کند، به شکلی غیراستاندارد تعمیر شده‌است.